# Ghodepalli, Bidar
Ghodepalli là một làng thuộc tehsil Bidar, huyện Bidar, bang Karnataka, Ấn Độ.